# حسني الزغدودي
حسني الزغدودي (18 مارس 1973م)، إعلامي ومُعلّق رياضي ومُقدّم برامج تونسي.

## حياته
تخرّج حسني الزغدودي من معهد الصحافة وعلوم الأخبار اختصاص سمعي بصري، حيث انطلقت مسيرته في عالم الإعلام والرياضة في عام 1994، وذلك حينما عمل شابًا متطوعًا في الّلجنة الُمنظمة لكأس أمم إفريقيا لكرة القدم - اللجنة الإعلامية (تونس 1994)، وعمل صحفيًا مسؤولًا على قسم العلاقات مع الصحافة الأجنبية والإنترنت إدارة البرمجة الفضائية التونسية (1997-2001)، وصحفيًا بمصلحة الرياضة (2001-2006)م، قبل أن ينتقل إلى قناة دبي الرياضية مذيعًا في برامجها في أغسطس 2006.
مارس حسني الإعلام الرياضي مُعلقّا ثُمّ مُقدّمًا للبرامج ضمن مؤسسة الإذاعة والتلفزيون التونسية بمُختلف قنواتها بين 1994 و 2006، وعمل في قناة 21 إذاعة الشباب، تونس 7 (الوطنية 1) ودبي الرياضية، إضافة إلى انتدابه ضمن «فريق المُعلّقين المُوحد» لاتحاد إذاعات الدول العربية.
قام بالتّعليق وتقديم برامج واستوديوهات خاصة لأربع بطولات افريقيّة للأمم في كرة القدم، وبطولتين لكأس أُمم أوروبا، و4 كؤوس عالمية لكرة القدم، وبرامج دوري الدرجة الأولى الأرجنتيني لكرة القدم، وبطولات كوبا أمريكا، والدوري الألماني لكرة القدم «بوندسليغا».

## التلفزيون التونسي
كان حسني معلقا على البطولات المحلية والأفريقية والدولية التي بثتها القنوات الفضائية التونسية: مباريات دوري ابطال أوروبا لكرة القدم، والمنتخب التونسي في مشاركاته الدولية، وعلّق مباشرة على مباريات منتخب تونس في كأس أمم أفريقيا 2004 على قناة «تونس 7»، إضافة إلى التعليق الحي من ألمانيا على مباريات كأس العالم لكرة القدم «ألمانيا 2006»، من بينها مباريات منتخب "نسور قرطاج" والدور النهائي إيطاليا - فرنسا. وعرف أيضا مذيعًا لبرامج جماهيرية مثل: أجواء الملاعب (الاستوديو التحليلي للدوري التونسي)، وصحفيًا مخبرًا في البرنامج الأسبوعي الأكثر متابعة ضمن المشهد التلفزيوني الرياضي التونسي «الأحد الرياضي»، وقام بتغطيات إذاعية وتلفزيونية متعددة من قلب الأحداث الرياضية انطلاقا من قارات العالم المختلفة: أفريقيا وآسيا وأوروبا،حيث قدم حلقات تلفزيونية من تونس والصين والإمارات وبوركينا فاسو وفرنسا وجنوب أفريقيا وألمانيا ولبنان والسودان وبريطانيا ومصر واليونان والبرتغال وتغطيات ميدانية أخرى.

## مؤسسة دبي للإعلام
في قناة دبي الرياضية-إحدى قنوات مؤسسة دبي للإعلام- قدم عدة بطولات وأحداث عالمية مثل: الدوري الأرجنتيني - بطولة كوبا أمريكا - استوديوهات الكرة لإحصائيات كأس العالم وبطولة أمم أوروبا لكرة القدم - كأس القارات لكرة القدم جنوب أفريقيا 2009، كما قدم الدوري الألماني لكرة القدم «بوندسليغا» على قناة دبي الرياضية، فكان في هذا السياق مذيعا لاستوديوهات تحليل المباريات "بندسليغا لايف"، في الفترة من 2006 إلى 2014 في بث مفتوح وحصري لمنطقة شمال أفريقيا والشرق الأوسط. قام بإنتاج وتقديم برامج خاصة مع «الجوهرة السوداء بيليه» و «النجم العالمي صامويل إيتو» و «النجم الألماني السابق فرانتس بكنباور» و «الحارس الألماني أوليفر كان» و «رئيس نادي برشلونة ساندرو روسيل» و«المدرب البرازيلي العالمي كارلوس ألبرتو بيريرا» والنجم البرازيلي المحترف بالإمارات «غرافيتي».

## اتحاد إذاعات الدول العربية
تم اختياره منذ فبراير 2000 معلقا منتدبا ضمن "الفريق العربي الموحد" لاتحاد إذاعات الدول العربية (أسبو)، تولى بموجب هذا التكليف التعليق على البطولات التي يملك الاتحاد حقوق بثها لفائدة الهيئات التلفزيونية العربية الأعضاء: تصفيات كأس العالم لمنطقة أمريكا اللاتينية - دورات العاب البحر الأبيض المتوسط - بطولات أمم أمريكا الجنوبية "كوبا أمريكا" - دورات الألعاب الأولمبية الصيفية " أولمبياد "، وظهر كمعلق على اختصاصات كرة القدم وكرة السلة وسلسلة الملخصات الدولية وذلك عبر تعليق حي على الألعاب الأولمبية الصيفية 2004 بأثينا والألعاب الأولمبية الصيفية 2008 ببيجينغ والألعاب الأولمبية الصيفية 2012 في لندن.

## عودة الزغدودي للمشاركة في الأحداث الرياضية التونسية
في 7 يونيو عام 2015 ، تمت دعوته ليتولى التعليق الحي على مباراة ثمن النهائي لكأس الكنفدرالية الأفريقية لكرة القدم 2015 من ملعب الأولمبي برادس بتونس العاصمة التي تبثه قناة «التونسية» والتي تُبَث من تونس (نايل سات)، وذلك بعد إعادة إطلاق بث القناة بتلك المبارة، وللتعليق على مباراة الديربي العربي بين النادي الأفريقي التونسي والأهلي المصري، وذلك بالاتفاق مع إدارة قناة دبي الرياضية. عقب ذلك، تمت دعوته لمراسم تسليم النادي الأفريقي رمز بطولة تونس لكرة القدم موسم 2014-2015 (الرابطة المحترفة الأولى)، حيث كانت آخر مشاركاته في الأحداث الرياضية التونسية، في مباريات المنتخب التونسي في كأس العالم 2006 بألمانيا قبل انتقاله للعمل في الخليج العربي 

## وصلات خارجية
- الموقع الرسمي لحسني الزغدودي
- حسني الزغدودي على تويتر
- حسني الزغدودي على يوتيوب